# Сан Систо (Ровиго)
Сан Систо је насеље у Италији у округу Ровиго, региону Венето.
Према процени из 2011. у насељу је живело 320 становника. Насеље се налази на надморској висини од 2 м.